# 404 Арсіноя
404 Арсіноя (404 Arsinoe) — астероїд головного поясу, відкритий 20 червня 1895 року Огюстом Шарлуа у Ніцці.